# Stazione di Cancelli di Fabriano
La stazione di Cancelli di Fabriano era una fermata ferroviaria posta sulla linea Roma-Ancona. Serve la località di Cancelli, frazione del comune di Fabriano.

## Storia
La fermata venne attivata il 4 maggio 1942.